# NGC 6835
NGC 6835 is een balkspiraalstelsel in het sterrenbeeld Boogschutter. Het hemelobject werd op 2 augustus 1881 ontdekt door de Franse astronoom Édouard Jean-Marie Stephan.

## Synoniemen
- MCG -2-50-9
- IRAS 19517-1241
- PGC 63800